# Dolmen von Sundby
Der Dolmen von Sundby ist eine zwischen 3500 und 2800 v. Chr. entstandene Megalithanlage der Trichterbecherkultur (TBK). Sie liegt in einer kleinen Rasenfläche auf einem an allen Seiten abgepflügten Rundhügel von etwa 15,0 m Durchmesser und 1,0 m Höhe am Dyssenvænget (deutsch Dolmenweg) in der Wohnbebauung von Sundby auf Lolland in Dänemark.
Der Nord-Süd orientierte Rechteckdolmen mit eingezogenem Seitenstein und schräg angesetztem Gang besteht aus sechs Tragsteinen der Kammer und dreien des Ganges. Über dem Gangende und dem vorderen Kammerbereich liegt ein Deckstein auf. Zwei weitere Steine, die Bruchstücke des fehlenden Decksteins sein können, liegen hinter der Kammer, deren Länge 2,25 m, bei einer Breite von etwa 1,35 m beträgt.

Dolmen von Sundby
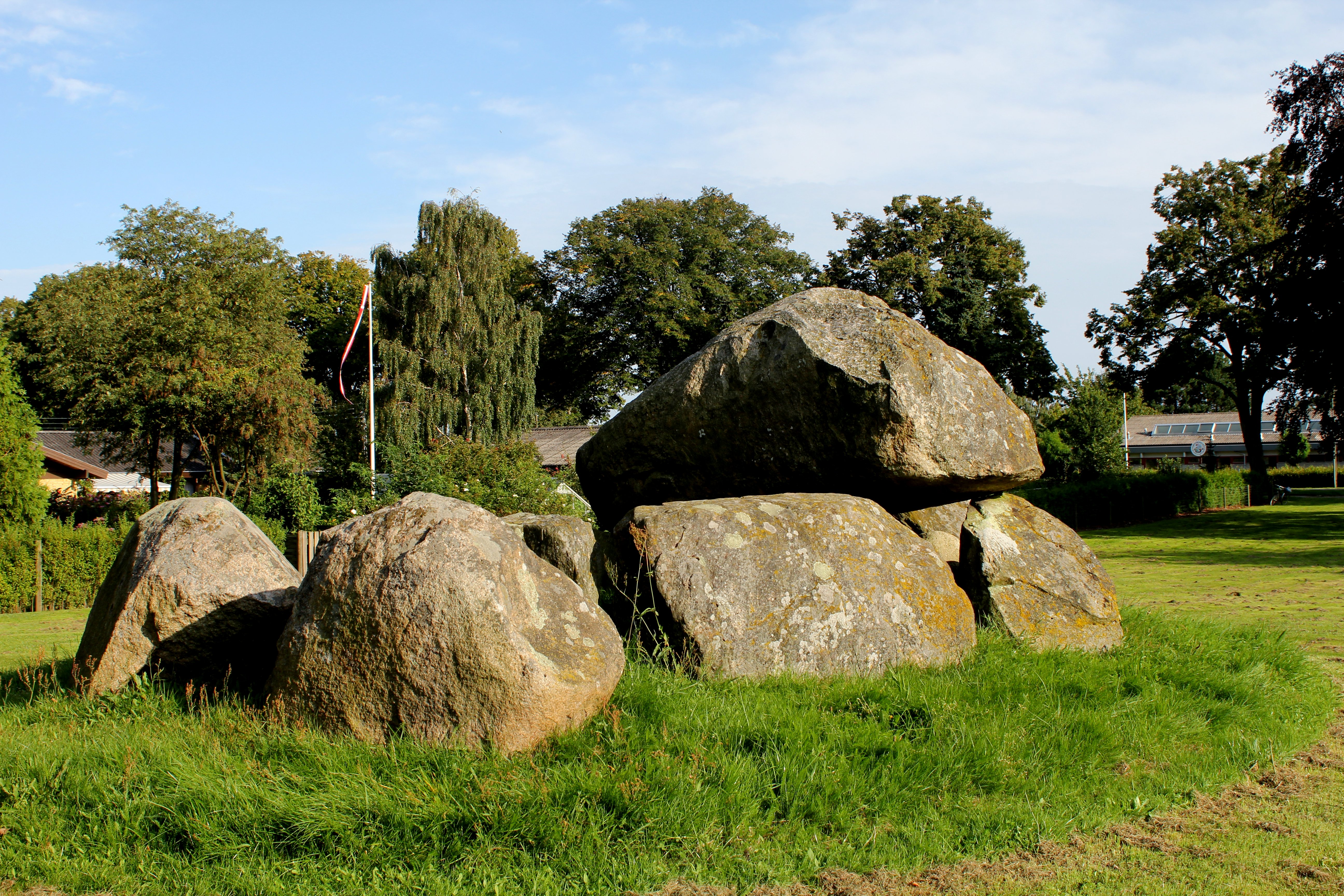
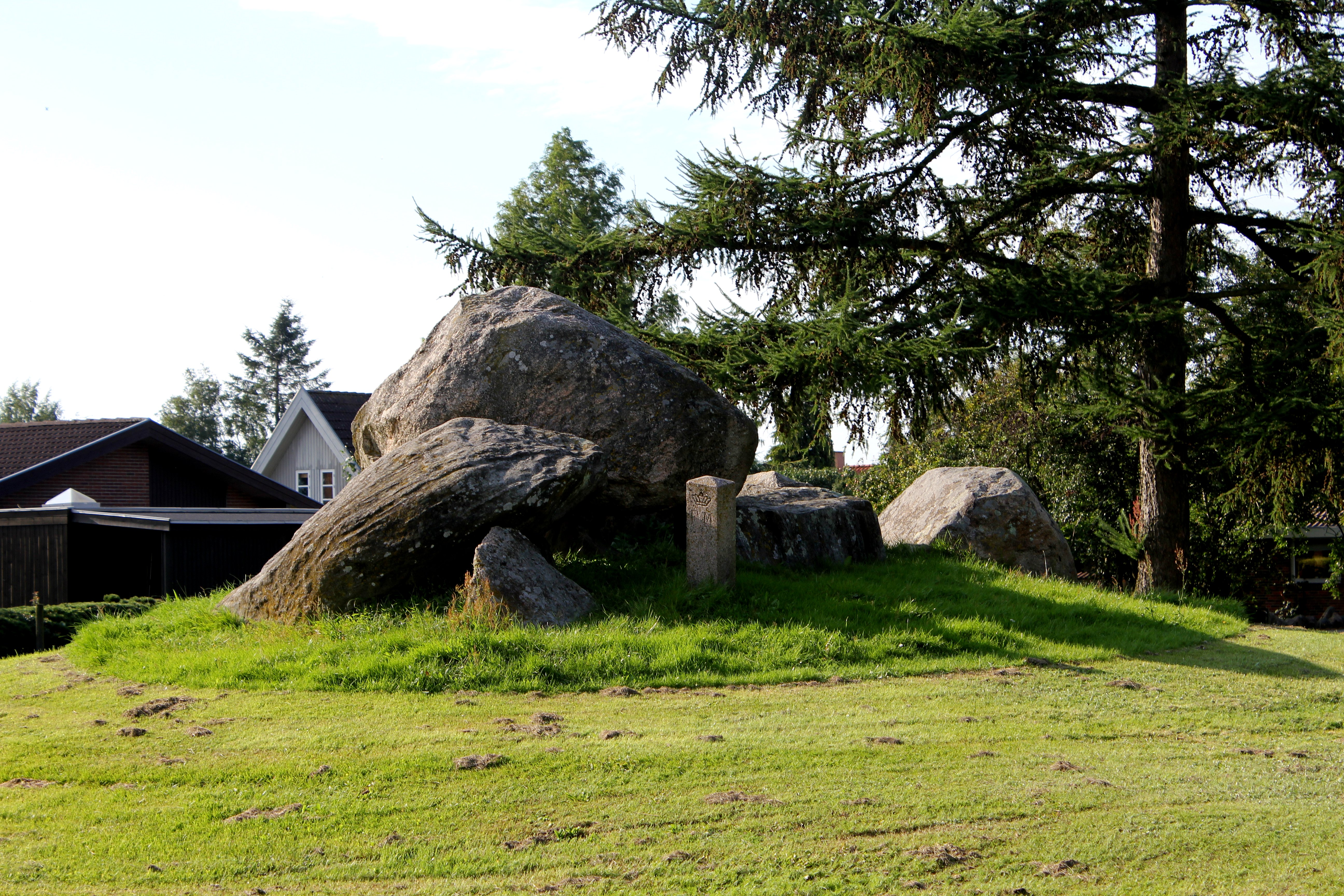
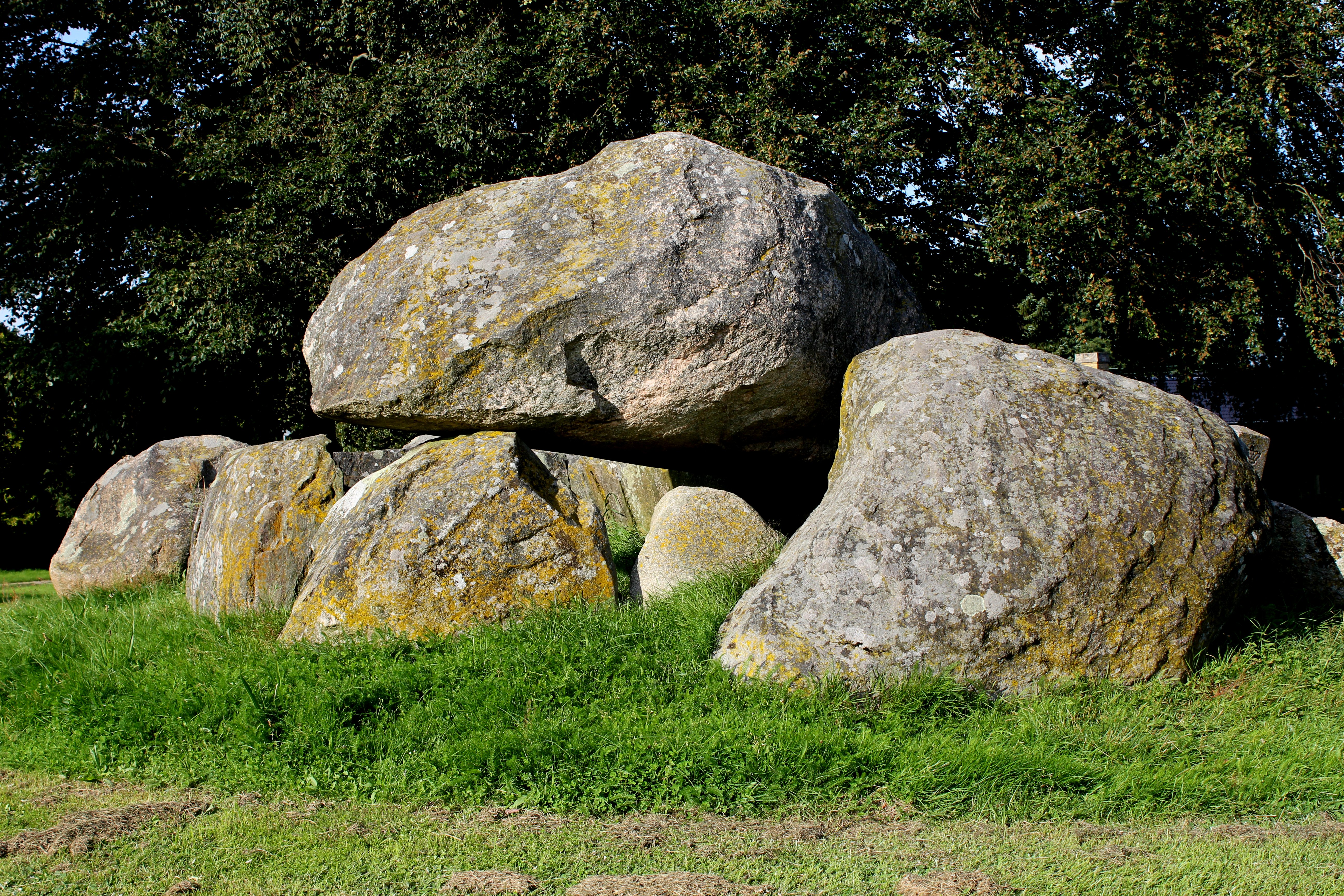
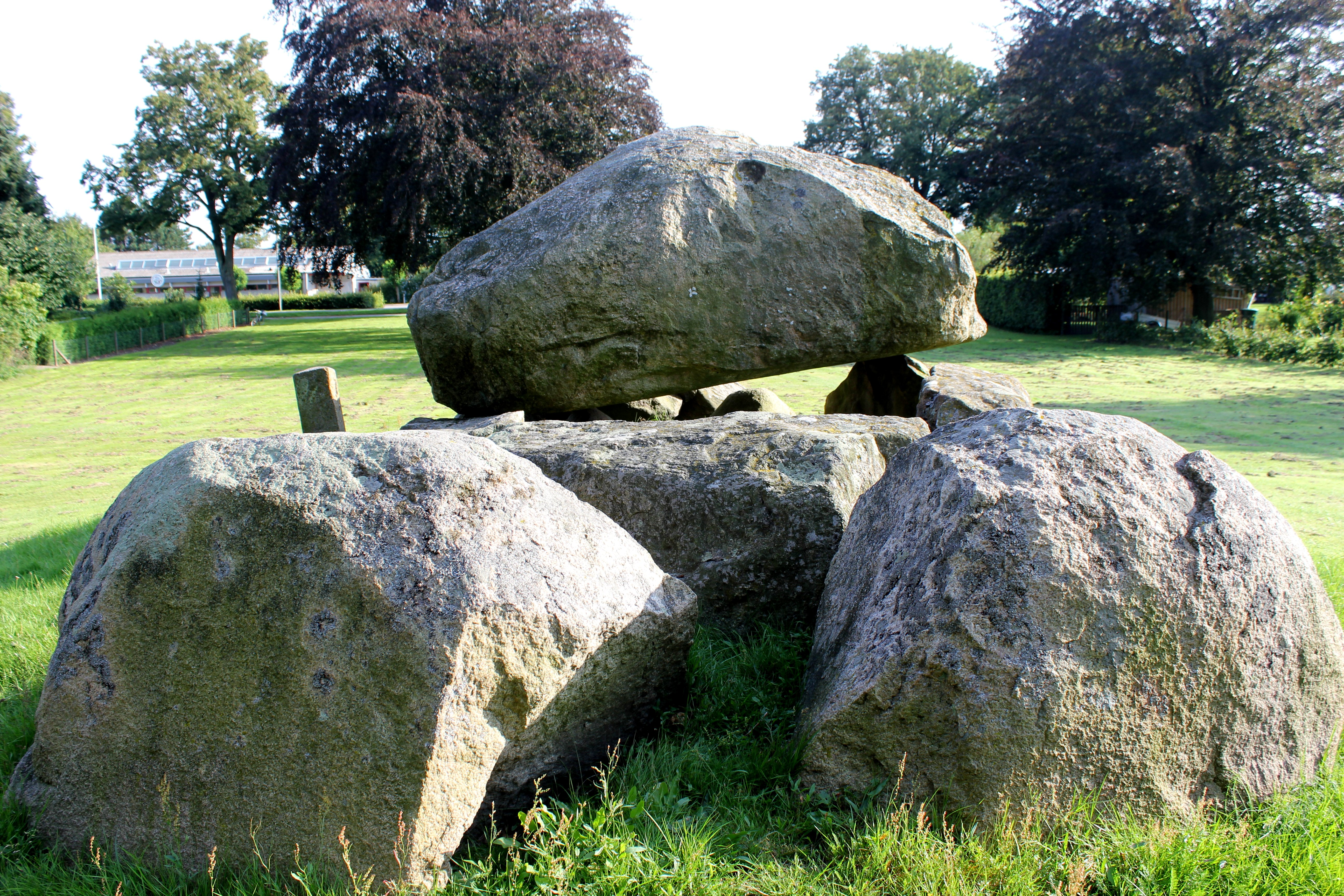